# Col·legi Pitàgores
El Col·legi Pitàgores és una obra d'Almacelles (Segrià) inclosa a l'Inventari del Patrimoni Arquitectònic de Catalunya. És la seu del Museu d'Arquitectura i Urbanisme Josep Mas Dordal.

## Descripció
Edifici escolar construït a principis del segle xx. Es tracta d'una obra arquitectònica del modernisme català on destaquen els elements arquitectònics de la façana. Un dels sectors consta de planta baixa i pis, mentre que l'altre compta només amb la planta baixa. Destaca, en la seva obra, els elements de ressalt que estructuren totes les obertures, realitzats amb maó.
Segueix les normes d'assolellament i ventilació recomanades per la G.A.T.P.A.C.

## Història
Obra promoguda per la mancomunitat i realitzada per l'arquitecte lleidatà Joan Bergós i Massó, deixeble de Gaudí, al qual li fou encarregat el projecte l'any 1919. La data d'aprovació del projecte fou el 1924.
L'any 1957 l'arquitecte Mariano Gomà Pujadas s'encarregà de fer una ampliació davant el creixent nombre d'alumnes.
L'any 2005 s'hi han fet obres de rehabilitació per tal d'adequar el conjunt com a seu del Museu d'Arquitectura i Urbanisme Josep Mas Dordal.